# Kenan İmirzalıoğlu
Kenan İmirzalıoğlu (Bala, pokrajina Ankara, 18. lipnja 1974.) je turski filmski i televizijski glumac i model. 

## Životopis
Diplomirao je matematiku na sveučilištu Yildiz. Manekenstvom se započeo baviti 1995. godine i ubrzo pobjeđuje na turskom izboru najboljeg modela. 
Glumačku karijeru započinje 1999. godine, nakon što ga je zapazio Osman Sinav, koji mu je odmah poudio ulogu u TV seriji Deli Yurek (Ludo srce). Od tada je nastupao u nizu turskih filmskih uspješnica, kao što su Son Osmanli, Kabadayi i Ejder Kapani.
Kenan vrhunac karijere postiže 2005. godine, kada osvaja nagradu za najboljeg glumca na filmskom festivalu Adana Altin Koza. 

## Uloge
- 1999.: Deli Yürek (televizijska serija) (Yusuf Miroğlu)
- 2001.: Deli Yürek: Bumerang Cehennemi
- 2003.: Alacakaranlik (Ferit Çağlayan)
- 2004.: Yazı Tura (Hayalet Cevher)
- 2005.: Acı Hayat (Mehmet Kosovali)
- 2006.: Son Osmanlı Yandım Ali (Yandim Ali)
- 2007.: Kabadayı (Devran)
- 2009. – 2011.: Ezel (Ezel Bayraktar)
- 2010.: Ejder Kapanı (Akrep Cello)
- 2012. : Karadayi (Mahir Kara)

## Vanjske poveznice
- Kenan İmirzalıoğlu u internetskoj bazi filmova IMDb-u (engl.)